# Arbourse
 Arbourse  es una población y comuna francesa, en la región de Borgoña, departamento de Nièvre, en el distrito de Cosne-Cours-sur-Loire y cantón de Prémery. Se encuentra en el Camino de Santiago, en la Via Lemovicensis.

## Demografía
| 209 | 209 | 210 | 164 | 129 | 122 | 126 |
| Para los censos de 1962 a 1999 la población legal corresponde a la población sin duplicidades (Fuente: INSEE [Consultar]) |     |     |     |     |     |     |